# Koch Róbert
Koch Róbert (1961. december 9. –) labdarúgó, középpályás, állatorvos. Lánya, Koch Fruzsina szintén labdarúgó.

## Pályafutása
A Ferencváros saját nevelésű játékosa, aki 1979. június 9-én a Népstadionban a Vasas elleni 5–3-as vereséggel végződő mérkőzésen mutatkozott be az élvonalban. Egy bajnoki mérkőzésen achilles sérülést szenvedett, ami miatt befejezte a labdarúgó pályafutását és Kiskunfélegyházán egy vágóhídon dolgozott állatorvosként. Később a megyei másodosztályban szereplő Hajós csapatában újra megpróbálkozott a játékkal, majd a német Memmingenben szerepelt. 1991-ben újra a Ferencváros játékosa lett.
A Ferencvárossal két alkalommal lett bajnok. A Fradiban 110 mérkőzésen szerepelt (94 bajnoki, 4 nemzetközi, 12 hazai díjmérkőzés) és 15 gólt szerzett (13 bajnoki, 2 egyéb). Folyamatos sérülések hátráltatták pályafutását, aminek következtében 1991-ben visszavonult az aktív labdarúgástól.
1997–98-ban a Hajósi FC csapatának a vezetőedzője volt.

## Sikerei, díjai
- Magyar bajnokság
  - bajnok: 1980–81, 1991–92
  - 2.: 1978–79, 1981–82, 1982–83
  - 3.: 1989–90